# Dărmănești, Suceava
Dărmănești este un sat în comuna cu același nume din județul Suceava, Bucovina, România.

## Etimologie
Numele așezării, întâlnit și la Dărmănești, Bacău pe râul Trotuș, de lângă Comănești și Dărmănești, Dâmbovița (în zona unde există și Comarnic), provine dintr-un nume cuman de persoană, întâlnit în registre otomane ca Derman, Durman și Dărman. Potrivit lingvistului bulgar Jordan Zaimov⁠(bg)[traduceți], antroponimele menționate sunt forme prescurtate ale lui Deriman (compus din Derim și terminația -an), care la rândul lui este prescurtarea cuvântului Derimir, provenit din verbul dera „a lupta”. Pe de altă parte, Dărman este o combinație între Dărmo (din dărma „lemn gros”,) și terminația -an.
Potrivit lui Zaimov, formele provin din secolele al XV-lea și al XVI-lea, însă în izvoarele maghiare a fost menționat antroponimul cuman încă din secolul al XIII-lea, ca Dorman[us] sau Derman[us] (1285), ulterior și Dormani (1340), Dormánháza (1406, ulterior Dormánd), familia Dormánházi (1406), Dormán (1477) și altele. Numele turcic Durman (unde dur-/tur- înseamnă „a sta”, „a opri”, „a rămâne”) a fost întâlnit ca numele unui sat în nordul Crimeii, Dorman în numele unui trib turcic sub stăpânire mongolă, iar Dorman sau Dărman drept conducător al regiunii Branicevo și supus al țarului bulgar George Terter (1280–1292). Ca patronim a fost întâlnit în Moldova și Țara Românească ca Petra Drmana (1499), Dărman căpitan (1563) sau Jonasco Dărman (1636).
În Bulgaria există satele Dermanci (Dermanče în sursele otomane), Dărmanți, Vrața și Dermanți situat pe râul Vit, la fel precum satul Komarevo, Vrața. Despre toponimele de tip Komarevo István Schütz⁠(hu)[traduceți] a menționat că, alături de Comarnic și Komarni nahiye (menționat într-un registru otoman al Sangeacului de Scutari⁠(en)[traduceți] în 1485), sunt tot de origine cumană și au suferit modificări prin rotacism, posibil sub influență română sau aromână.
În Ungaria există satul Dormánd, Heves, denumit în secolele al XIV-lea și al XV-lea Dormánháza. Mai înainte, satul s-a numit Bogorbesenyő, ceea ce arată și stabilirea pecenegilor.

## Istoric
Satul Dărmănești este atestat documentar încă din secolul al XV-lea. Printr-un act din anul 1430, domnitorul Alexandru cel Bun (1400-1432) întărea boierului Vlad Adiș stăpânirea a câtorva sate, între care și Pătrăuți cu trei cătune, unul dintre ele fiind locul unde au fost Grecii din Dărmănești. În anul 1499, domnitorul Ștefan cel Mare (1457-1504) a  confirmat Țeței și Vascăi, nepoatele lui Stoian, fiul lui Dărman, dreptul de stăpânire a trei sate, între care „un sat pe Suceava anume Dărmăneștii”.
În secolele următoare, pământul satului a trecut pe la mai mulți proprietari prin vânzări-cumpărări sau donații. În anul 1775, Bucovina este anexată de Imperiul Habsburgic. La acel moment, Dărmăneștii se aflau în stăpânirea mazilului Șeptilici și era o localitate slab populată. Inițial, aici existau două sate: Hatna (la nord-est, pe malul râului Hatnuța) și Dărmănești (la sud-vest). În anul 1785, Comisia austriacă de delimitare a frontierei a trecut în evidențele sale doar un singur sat cu denumirea Dărmănești Hatna, așa cum apare pe lista posturilor de pază la frontieră între anii 1787-1824. După Unirea Bucovinei cu România (1918), cele două sate, Hatna și Dărmănești, s-au unificat sub numele de Dărmănești.
După anexare, austriecii au început colonizarea de populații din Galiția, în special ruteni. Dacă până atunci, sătenii se duceau la slujbele religioase oficiate la Mănăstirea Pătrăuți, odată cu creșterea numerică a populației a devenit necesară construirea unei biserici în Dărmănești.

## Imagini

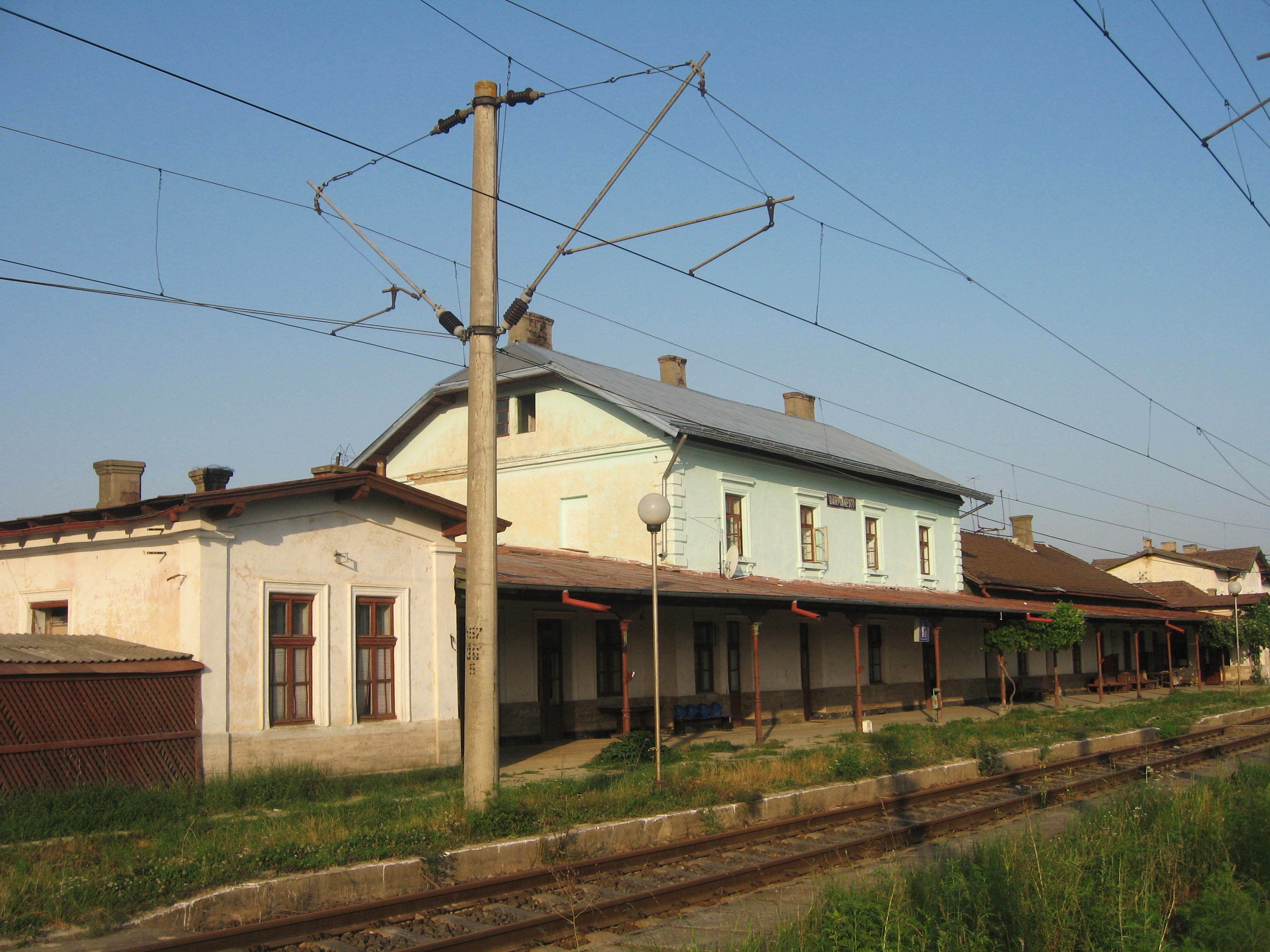
Gara veche din Dărmănești
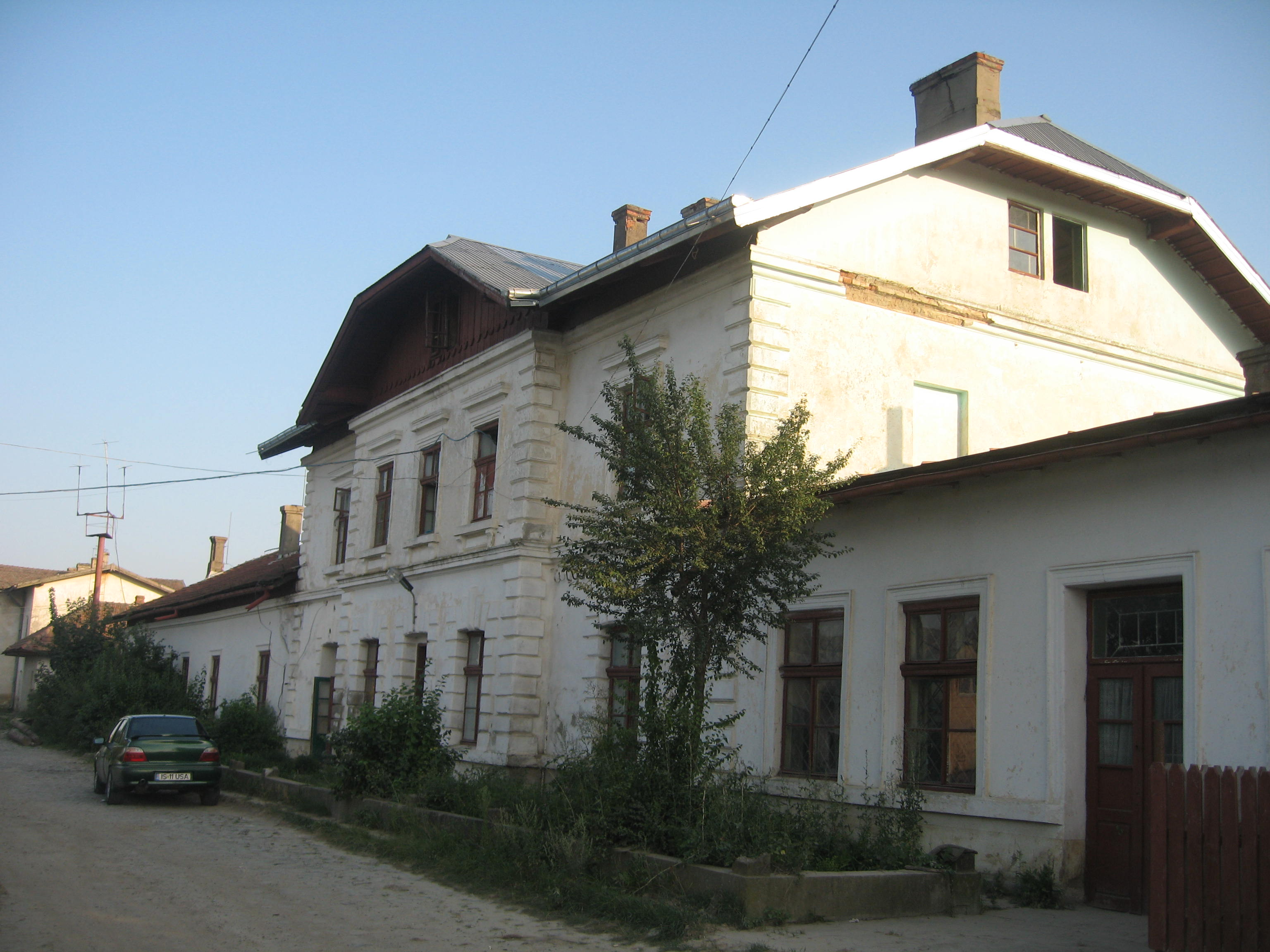
Gara veche din Dărmănești